# Felipe Pardo y Aliaga

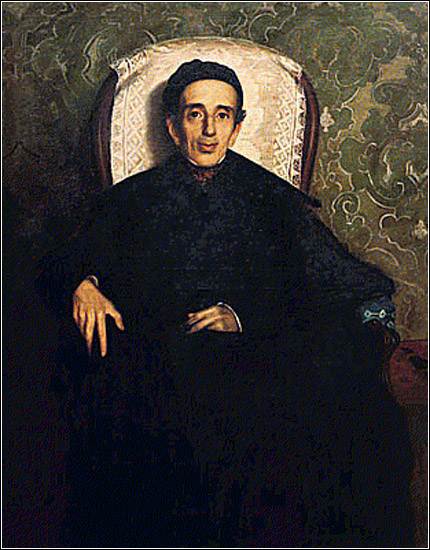
Felipe Pardo y Aliaga, porträtterad av Francisco Laso.

Felipe Pardo y Aliaga, född den 11 juni 1806 i Lima, död där den 24 december 1868, var en peruansk författare. 
Pardo y Aliaga skapade sig rykte som dramatiker genom komedierna Frutos de la educación (1829) och Una huérfana en Chorrillos (1833), men är mer betydande som satirisk skald, riktande sig emot den liberala politikens överdrifter, exempelvis i Mi levita, El ministro y el aspirante, El doctor en sus dias et cetera, skrivna med fransk elegans. I sina Escritos en prosa tecknade Pardo y Aliaga peruanskt liv. Hans namn är intaget i spanska akademiens Catálogo de autoridades de la lengua.